# Бай-Кончек
Бай-Конче́к (крим. Bay Könçek, з 1945 по 2023 рік — Октя́бр) — село Джанкойського району Автономної Республіки Крим. Населення становить 1134 особи. Орган місцевого самоврядування — Майська сільська рада. Розташоване на півдні району.

## Назва
Село внесено до переліку населених пунктів, які потрібно перейменувати згідно із законом «Про засудження комуністичного та націонал-соціалістичного (нацистського) тоталітарних режимів в Україні та заборону пропаганди їхньої символіки».
12 травня 2016 року Верховна Рада України прийняла постанову про перейменування села в Бай-Кончек, відповідно до закону про декомунізацію, однак це рішення не набуває чинності до «повернення Криму під загальну юрисдикцію України». Постанова набрала чинности у 2023 році.

## Географія
Бай-Кьончек — велике село в східній частині району, у степовому Криму, на одній з впадаючих в Сиваш балок (зараз — колектор Північно-Кримського каналу), висота над рівнем моря — 22 м. Сусідні села: Хлібне за 3,5 км на північний схід, Табачне за 3,2 км на схід, смт Азовське за 2,5 км на південь і Польове за 3,7 км на південний захід. Відстань до райцентру — близько 20 кілометрів, найближча залізнична станція — Азовська (на лінії Джанкой-Феодосія) — близько 3 км.

## Історія
Час утворення селища Байгончик російський за доступними історичними документами поки не встановлено. У книзі Міста і села України стверджується, що Байгончик російський і Байгончик новий — одне і те ж село . Відомо, що в цьому місці в жовтні 1922 року єврейською організацією Гехалуц на площі 2000 десятин в Ак-Шейхській сільраді Джанкойського району була заснована перша землеробська комуна Тель-Хай. Час перейменування Тель-Хая поки не встановлено, але вже на 5 кілометровій карті 1938 року позначено село Октябр.

## Населення
Згідно з переписом УРСР 1989 року чисельність наявного населення села становила 1024 особи, з яких 492 чоловіки та 532 жінки.
За переписом населення України 2001 року в селі мешкали 1134 особи.

### Мова
Розподіл населення за рідною мовою за даними перепису 2001 року:
| Мова              | Відсоток |
| ----------------- | -------- |
| кримськотатарська | 47,53 %  |
| російська         | 40,83 %  |
| українська        | 10,85 %  |
| циганська         | 0,26 %   |
| молдовська        | 0,09 %   |
| інші              | 0,44 %   |